# ジェン・サキ
ジェニファー・ルネ・"ジェン"・サキ（Jennifer Rene "Jen" Psaki [ˈsɑːki]、1978年12月1日 - ）は、アメリカ合衆国の報道官。2013年2月11日から2015年3月31日までアメリカ合衆国国務省報道官、2021年1月20日から2022年5月13日までホワイトハウス報道官を務めた。政治評論家としても活動している。

## 来歴
1978年、コネチカット州スタンフォードに生まれる。バージニア州に位置するウィリアム・アンド・メアリー大学を2000年に卒業し、翌2001年から2004年アメリカ合衆国大統領選挙における民主党の大統領候補であったジョン・ケリーの副広報官を務めるようになった。また、2008年アメリカ合衆国大統領選挙においては、当時上院議員であった、バラク・オバマの遊説広報官を務め、オバマがアメリカ合衆国大統領に就任すると、ホワイトハウス副報道官に任命された。2012年アメリカ合衆国大統領選挙には、大統領再選を目指すオバマ陣営の広報官を務め、オバマ再選後の2013年からは、アメリカ合衆国国務省報道官を務めることになった。2015年4月からは、ホワイトハウス広報部長を務めていた。
2017年2月からはCNNの政治評論家として働き始めた。

### バイデン政権
2020年11月29日、次期大統領のバイデンと次期副大統領のカマラ・ハリスは、ホワイトハウスの広報チームを構成する高官7人の顔ぶれを発表。サキはホワイトハウス報道官に起用され、すべての主要ポストが女性で占められた。同月、バイデン政権移行チームに加わった。
2021年1月20日、バイデン政権発足とともに同職に就任。同日、最初の記者会見を行った 。
2022年4月1日、ニュースサイト「Axios」が、サキがホワイトハウス報道官を退任し、5月頃にMSNBCテレビで勤務する見通しだと報じた。直後にCNNやロイターも関係筋2人への取材をもとに報道。また、就任当初から1年程度で離職する意思を示していたことが改めて報じられた。5月5日、サキがホワイトハウス報道官を13日に退任し、後任にカリーヌ・ジャン＝ピエール副報道官が昇格することが発表された。

## 日本に関連する発言
以下2件はいずれもアメリカ合衆国国務省報道官としてのもの。
- 2014年10月8日、韓国地検による産経新聞ソウル支局長名誉毀損起訴事件について「米政府は言論の自由、表現の自由を支持し、これまでも韓国の法律に懸念を示してきた」とコメントした[12]。
- 2015年1月22日、ISILによる日本人拘束事件について「身代金の支払いは国民を危険にさらし、米国の政策に反する」と改めて表明し、その上で「（日本政府に）我々の立場を非公式に伝達した」とコメントした[13]。

- ジョン・ケリー国務長官と（2013年5月14日）
- ウクライナのジャーナリストのミロスラヴァ・ゴンガゼと（2015年2月5日）
- セシリア・ラウズ大統領経済諮問委員会委員長と（2022年3月4日）